# Etelis carbunculus
Etelis carbunculus és una espècie de peix de la família dels lutjànids i de l'ordre dels perciformes.

## Morfologia
- Els mascles poden assolir 127 cm de longitud total.[4][5]

## Hàbitat
És un peix marí de clima tropical i associat als esculls de corall que viu entre 90-400 m de fondària.

## Alimentació
Menja peixos, calamars, gambes, crancs i organismes planctònics (incloent-hi urocordats pelàgics).

## Distribució geogràfica
Es troba des de l'Àfrica oriental fins a les Hawaii, el sud del Japó i Austràlia.

## Ús comercial
Es comercialitza fresc o congelat.